# Sian Elias
Pour les articles homonymes, voir Elias.
Sian Seerpoohi Elias (née le 13 mars 1949) est une magistrate néo-zélandaise. Elle est présidente de la Haute-Cour puis de la Cour suprême de Nouvelle-Zélande, et ainsi chef du système judiciaire du pays, entre 1999 et 2019. 

## Biographie
Née à Londres (Royaume-Uni) d'un père arménien et d'une mère galloise (d'où elle tire ses prénom et nom gallois), Sian Elias vit en Nouvelle-Zélande depuis 1952. diplômée en droit à l'université d'Auckland en 1970. Elle continue ses études à l'université Stanford avant de commencer à travailler dans un cabinet d'avocats à Auckland. Elle est également Law Commissioner de 1984 à 1988. Elle est connue pour son travail en rapport avec le traité de Waitangi.
Elle est mariée à Hugh Fletcher, ancien PDG de Fletcher Challenge et président de l'université d'Auckland de 2004 à 2008.
Le 17 mai 1999, elle devient présidente de la Haute-Cour puis après la réforme du système judiciaire, présidente de la Cour suprême en 2004. Elle occupe la fonction jusqu'au 13 mars 2019, quand elle atteint l'âge de 70 ans. À ce titre, elle exerce à plusieurs reprises les fonctions d'administrateur du gouvernement, chargée de l'intérim du gouverneur général.

## Source
- (en) Cet article est partiellement ou en totalité issu de l’article de Wikipédia en anglais intitulé « Sian Elias » (voir la liste des auteurs).